# James J. Corbett
James John "Gentleman Jim" Corbett (1. rujna 1866. – 18. veljače 1933.) bio je američki boksač. 
Corbett je bio svjetski prvak u boksu, a najpoznatiji je po svojoj pobjedi nad John L. Sullivanom kojom je postao svjetski prvak. Jim Corbett izgubio je titulu svjetskog prvaka u borbi s Bobom Fitzsimmonsom.